# Langues au Paraguay
Au Paraguay, il existe deux langues officielles : l'espagnol et le guarani. Le Paraguay est l’un des rares pays d’Amérique latine où une langue amérindienne est reconnue depuis longtemps : elle est la langue nationale depuis 1967, et la langue co-officielle depuis 1992. Enfin, depuis 1994, un plan national d’éducation vise à enseigner les deux langues à tous les Paraguayens. Même si les deux langues ont un statut égal, dans l’administration, la justice, l’enseignement et des médias, l’espagnol s’impose largement ; mais il n'y a que 4 % de monolingues espagnols et ce pourcentage diminue car le bilinguisme s’étend malgré tout à toutes les sphères de la société : 74 % des Paraguayens peuvent ainsi s’exprimer en espagnol.
Selon le recensement de la population et de l'habitat du Paraguay de 2012, 77 % de la population totale du pays parle le guarani (87 % en 2002) dont 8 % sont monolingues (27 % en 2002 et 37 % en 1992) et 69 % sont bilingues guarani-espagnol (58 % en 2002 et 49 % en 1992).

L'espagnol est quant à lui parlé par 74 % de la population totale du pays (67 % en 2002) dont 4 % sont monolingues en espagnol (7 % en 2002). L'espagnol étant bien plus présent en ville qu'à la campagne : ainsi, à Asuncion, la capitale et ville la plus peuplée du pays, la répartition de la langue habituellement parlée dans le foyer selon le recensement de 2002 est de 79 % pour l'espagnol et de seulement 20 % pour le guarani.
Il existe également une vingtaine de langues amérindiennes vivantes ayant très peu de locuteurs et en voie de disparition parlées ensembles par 1 % de la population du pays : l’ayoreo, le chamacoco (en), le chiriguano, le chiripa, le chorote, le guana, le guarani, le guarani paraguayen, le guayaki, le lengua, le maká, le mbyá (en), le nivaclé, le pai tavytera (en), le pilagá, le sanapaná, le tapieté, le toba et le toba-maskoy.

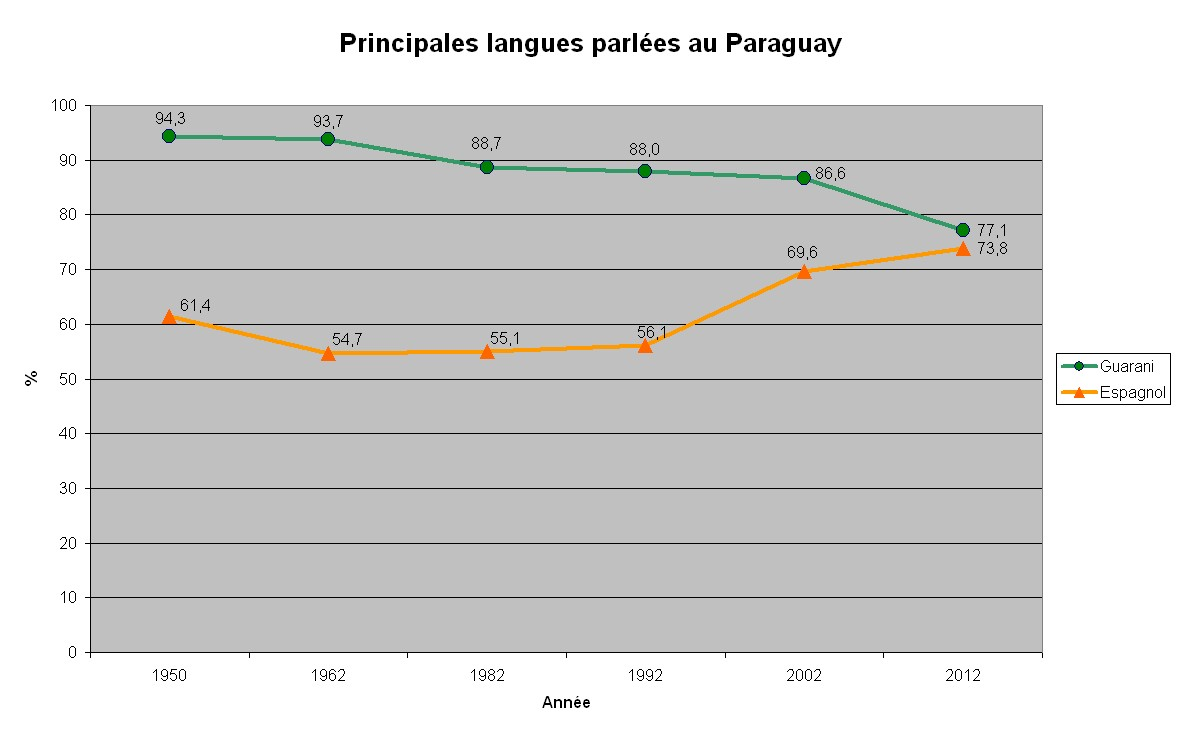
Principales langues parlées au Paraguay

## Éducation
Le taux d'alphabétisation des plus de 15 ans en 2015 y est estimé à 96 % selon l'UNESCO, dont 96 % chez les hommes et 95 % chez les femmes.

## Guarani
Le Guarani est parlé par 77 % de la population, la langue y a un statut officiel depuis 1992, et depuis la réforme de l'Éducation elle est utilisée comme langue d'enseignement à côté de l'espagnol. Lors des élections du 15 novembre 2015, les paraguayens ont, pour la première fois de leur histoire, la possibilité de voter en langue guarani.
La reconnaissance du guaraní comme langue officielle du Paraguay s’est faite progressivement, à travers trois étapes majeures. D’abord, le 25 août 1967, sous la dictature d’Alfredo Stroessner, le guaraní est reconnu comme "langue nationale" du Paraguay par la Constitution. Puis, en 1992, avec l’avènement d’une nouvelle Constitution, le guaraní devient langue officielle, au côté de l'espagnol. Enfin, en 2010 la "Loi des langues" affirme la reconnaissance par l'État de l'égalité de ses deux langues officielles : le guaraní et l’espagnol.
Par ailleurs, le guarani est également langue officielle en Bolivie, au côté de 36 autres langues, depuis 2009.
De nombreux mots guaranis sont entrés dans le vocabulaire espagnol, et de là vers d'autres langues, en particulier des noms relatifs à la faune et la flore d'Amérique du Sud. Par exemple ñandú (nandou), jaguaretá (jaguar), tatú (tatou), ananá (ananas), curaré (curare), piraña (piranha, signifie « poisson de dent »), etc. En fait, le guarani est, après le grec et le latin, la troisième source en importance pour les noms scientifiques de plantes et d'animaux.
Malheureusement, le guarani est une langue en danger de disparition et ne fait pas exception parmi les langues amérindiennes : bien que l'isolement du pays l'ait préservé plus longtemps que les autres langues amérindiennes, elle est en constante régression dans le pays face à une langue espagnole toute puissante, le guarani étant passé progressivement de langue parlée par 94 % de la population en 1950 à 77 % en 2012 (87 % en 2002, soit une chute de 10 points en seulement 10 ans), tandis que l'espagnol, qui ne représentait pas une menace jusqu'en 1992 en étant parlé par 56 % de la population du pays et en stagnation, a le vent en poupe depuis lors grâce à l'exode rural et la mondialisation/modernisation du pays et est désormais parlé par 74 % des Paraguayens (contre 67 % en 2002, soit une augmentation de 7 points en seulement 10 ans). L'espagnol est encore plus dominant en ville.[style à revoir]

## Sur Internet
|  | 77 |

|  | 13 |

|  | 5 |

|  | 2 |

|  | 1 |

|  | 84 |

|  | 11 |

|  | 2 |

|  | 1 |

|  | 83 |

|  | 13 |

|  | 3 |

|  | 93 |

|  | 7 |

| # | Langue                     |
| - | -------------------------- |
| 1 | Espagnol d’Amérique latine |